# Walter Janssen
Pour les articles homonymes, voir Janssen.
Ne pas confondre avec l'acteur allemand Walter Janssen (1887-1976).
Walter Janssen (Cassel, 5 septembre 1936 - Wurtzbourg, 29 avril 2001) est un archéologue allemand, spécialiste du Moyen Âge.

## Biographie
Après avoir étudié l'archéologie auprès de Herbert Jankuhn à l'université de Göttingen, Walter Janssen fouille le village déserté de Königshagen (dans le Harz), qui fera l'objet de sa thèse, soutenue en 1963. Il est alors chargé par la Deutsche Forschungsgemeinschaft de recherches sur les villages et terroirs désertés de Rhénanie, recherches qui lui fourniront le matériau de son habilitation (soutenue en 1972), qui renouvelle complètement la compréhension classique de ces sujets (héritée de Wilhelm Abel). 
Il mène parallèlement, à partir de 1966, une carrière d'attaché scientifique au Rheinisches Landesmuseum de Bonn. Dans le cadre de ces fonctions, il s'engage en faveur de la protection du patrimoine archéologique rhénan, particulièrement dans les régions minières, et ne sera pas étranger à la promulgation, en 1980, de la loi de protection du patrimoine archéologique édictée par le Land de Rhénanie du Nord / Westphalie. Il est par ailleurs nommé en 1974 professeur extraordinaire à l'université de Bonn. 1980 marque un tournant de sa carrière, aussi bien géographique qu'en ce qui concerne son domaine d'activité, avec sa nomination comme professeur d'archéologie à l'université de Wurtzbourg, poste qu'il conservera jusqu'à son départ à la retraite en 1995.
Après ses recherches initiales sur les villages et terroirs désertés, Walter Janssen s'est notamment intéressé à la castellologie, à la production des poteries, et à l'archéologie urbaine. Outre ses recherches de première main, dont la localisation a suivi celle de ses fonctions (d'abord en Basse-Saxe, ensuite en Rhénanie, enfin en Franconie), on lui doit de nombreuses présentations de synthèse. Ses travaux lui ont valu un doctorat honoris causa de l'université de Caen.